# 罗伯特·埃廷格
羅伯特·切斯特·威爾遜·艾丁格（英語：Robert Chester Wilson Ettinger，1918年11月4日—2011年7月23日），生於美國紐澤西州大西洋城，著名學者，被稱為人體冷凍技術之父。

## 生平
1964年，他撰寫了一本書，提出人體冷凍的概念。他宣稱，人體可以在低溫下保存，因此可以應用這個技術，保存過世者遺體。直到將來科技進步，將有可能在解凍後，讓人復活。
1976年，他與其他三人在底特律設立了人體冷凍機構，這是第一間人體冷凍機構。
2011年7月23日在美國密西根州底特律去世，享年92歲，並被冷凍保存。